# Павлов, Евгений Николаевич
Евгений Николаевич Павлов (род. 10 января 1981, Тольятти, Куйбышевская область) — российский хоккеист, нападающий.

## Биография
Выпускник тольяттинского хоккея. В 1996 году в возрасте 15 лет дебютировал в РХЛ в составе нижнекамского «Нефтехимика». Следующие три сезона отыграл за «Ладу-2», проведя в сезонах 1998/99 — 1999/2000 12 матчей за «Ладу»; сыграл один матч за ЦСК ВВС на правах аренды. Сезон 2000/01 провёл в «Ладе».
На драфте НХЛ 1999 года был выбран в 4-м раунде под общим 121-м номером клубом «Нэшвилл Предаторз». В сезоне 2001?02 играл за клуб AHL «Милуоки Эдмиралс» и клуб ECHL
«Цинциннати Сайклонс». Вернувшись в Россию, выступал за клубы «Лада» (2002/03 — 2003/04), «Сибирь» (2004/05), «Спартак» Москва (2005/06), «Лада-2» (2006/07), «Крылья Советов-2» и «Капитан» (2007/08), «Титан» (2007/08 — 2008/09), «Дмитров» и «Молот-Прикамье» (2008/09), ЦСК ВВС и «Нефтяник» Альметьевск (2009/10), «Кристалл» Саратов (2010/11 — 2012/13).
Участник чемпионата мира среди юниоров 1999.
После окончания карьеры игрока — детский тренер в «Ладе» (команды 2002 и 2009 года рождения). Известные воспитанники — Дмитрий Костенко, Станислав Рангаев, Степан Стешенко.